# Jadranska zarja
Jadranska zarja je bil slovenski politični štirinajstdnevnik.
Časopis je s podnaslovom Političen podučiven kratkočasen list izhajal v letih 1869-1870 v Trstu. V nakladi okoli 3.500 izvodov ga je izdajal, zalagal in urejal, prav tako kot tudi zabavni list Juri s pušo, Gašpar Henrik Martelanec. Jadranska zarja je sledila usmeritvi, ki jo je Ivan Piano začrtal v Ilirskem Primorjanu oziroma Slovenskemu Primorcu: boju za svobodo in enakopravnost Slovencev ob Jadranu, strinjanju z zahtevami slovenskih taborov, nasprotovanju akcijam italijanskih nacionalistov in odobravanju mladoslovenske usmeritve. Oba lista Jadranska zarja in Juri s pušo sta izhajala izmenično na štirinajst dni in sta z izmeničnim izhajanjem predstavljala tednik. 